# Schwanthaler
Die Familie Schwanthaler war eine Bildhauerfamilie der Barock- und Rokoko-Zeit (17.–19. Jahrhundert) in Ried im Innkreis im Innviertel.
Hans Schwa(be)nthaler begründete 1632 in Ried eine Bildhauerwerkstätte, die bis 1838 bestand. Über zwei Jahrhunderte war dann die Bildhauerfamilie Schwanthaler in Ried ansässig und künstlerisch tätig. Zu den Hauptmeistern der Rieder Werkstätte zählen Thomas, Johann Franz und Johann Peter der Ältere.
Ein Zweig der Bildhauerfamilie war zwei Generationen in München tätig. Der bekannteste Vertreter davon ist Ludwig Michael – Schöpfer der Bavaria.

## Stammliste
- Hans Schwabenthaler (* ????, † 1656 in Ried)

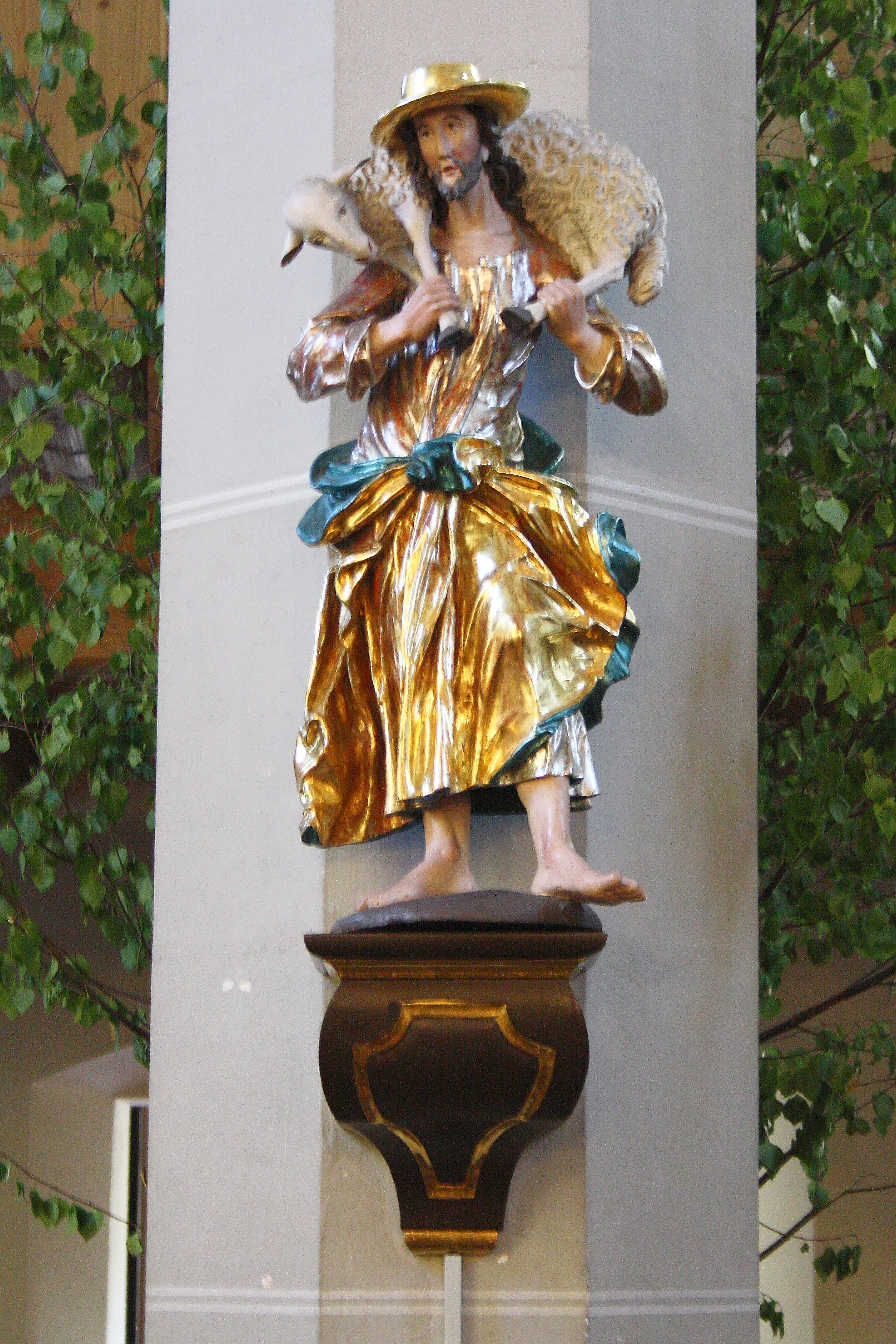
Der Gute Hirte in der Pfarrkirche Ungenach aus der „Schwanthaler-Werkstatt“

  - Thomas Schwanthaler (* 1634 in Ried, † 1707 ebenda)
    - Bonaventura Schwanthaler (* 1678 in Ried, † 1744 Enzenkirchen)
    - Johann Josef Schwanthaler (* 1681 in Ried, † 1743 ebenda)
    - Johann Franz Schwanthaler (* 1683 in Ried, † 1762 ebenda)
      - Johann Dionysius Schwanthaler (* 1718 in Ried, † 1783 Hals bei Passau)
        - Rosina Schreiber (* illegitim 3. September 1741, † 4. Oktober 1741 in Wendling)[2]

      - Franz Mathias Schwanthaler (* 1714 in Ried, † 1782 ebenda)
        - Johann Georg Schwanthaler (* 1740 in Aurolzmünster, † 1810 Gmunden)

      - Johann Peter Schwanthaler der Ältere (* 1720 in Ried, † 1795 ebenda)
        - Franz Jakob Schwanthaler (* 1760 in Ried, † 1820 München)
          - Ludwig Michael von Schwanthaler (* 1802 in München, † 1848 ebenda), Namensgeber der Schwanthalerhöhe

        - Johann Peter Schwanthaler der Jüngere (* 1762 in Ried, † 1838 ebenda)
          - Franz Xaver Schwanthaler (* 1799 in Ried, † 1854 in München)
            - Rudolf Schwanthaler (* 4. April 1842, † 27. April 1879)

        - Franz Anton Schwanthaler (* 1767 in Ried, † 1833 München)